# Claes Ribendahl
Claes Ivar Ribendahl, född 31 oktober 1952 i Karlstads församling i Värmlands län, är en svensk handbollstränare och tidigare handbollsspelare (vänsternia).
Spelarkarriären började när  Ribendahl var 12 år i hemstaden Jönköping i klubbarna Jönköping Södra och IF Hallby HK. Som seniorspelare valde han att representera Lugi HF. Där började han spela 1975 och var kvar till 1981. Under dessa år vann han SM Guld 1980 med Lugi, ett SM-silver. I Lugi fick  Ribendahl sitt genombrott. Han debuterade i svenska landslaget 1976 och spelade 107 landskamper 1976-1983.  Han är Stor Grabb. Han deltog i två världsmästerskap 1978 och 1982. Efter VM 1982 drabbades han sin andra knäskada i karriären. Han blev Årets handbollsspelare i Sverige 1979-1980 och vann skytteligan två år 1979-1980 och 1980-1981. Efter Lugiperioden återvände han till Hallby och spelade till 1988. Hallby kvalade till Allsvenskan 1984/85 men misslyckades så  Ribendahl fick inte representera Hallby i allsvenskan.
1988 Blev Ribendahl spelande tränare i Vaggeryd och inledde sin tränarkarriär. 1991 slutade han spela själv. Tränarkarriären har sedan fortsatt på senare år bland annat med Hallbys herrlag, Hallbys damlag och IK Cyrus. 2016-2017 tränar han Hallbys damer i division 1.